# イサーク・イスラエルス
イサーク・イスラエルス（Isaac Lazarus Israëls、1865年2月3日 - 1934年10月7日）はオランダの画家である。オランダの「印象派」を代表する画家である。

## 略歴
アムステルダムで生まれた。父親のヨゼフ・イスラエルスは写実主義の画家からなる「ハーグ派」を代表する画家の一人であった。15歳で学校を止め、父親のもとで絵を学ぶとともに、デンハーグの美術アカデミーで学んだ。展覧会に出展を始め、作品の一つは裕福な「ハーグ派」の画家、ヘンドリック・ウィレム・メスダフに買い取られた 。父親と一緒にフランス芸術家協会の展覧会を訪れ、1882年から出展を始め、1885年には作品が選外佳作を受賞した。1886年にアムステルダムの王立アカデミーに入学したが、学校には長く留まらず、アムステルダムの街や人々を描いて過ごした。ヘオルヘ・ヘンドリック・ブレイトネルやウィレム・デ・ズワルトといった画家と親しくなった。夏は父親とデンハーグのリゾート地、スヘフェニンゲンで過ごし、ドイツの印象派の画家、マックス・リーバーマンらとも知り合った。
1904年にパリに移住し、モンマルトルに近くにスタジオを構えた、すぐ近くにはアンリ・ド・トゥールーズ＝ロートレックが住んでいた。ロートレックやエドガー・ドガに影響を受けて、パリの人々を描いた。第一次世界大戦が始まる頃はロンドンに移っていて、ロンドンでは乗馬する人やバレーの踊り子やボクサーなどを描いていたが、戦争中はオランダに戻り、デンハーグやアムステルダム、スヘフェニンゲンで過ごし、肖像画家として働いた。戦後もパリやヨーロッパ各地、東南アジアなども旅した。1928年アムステルダムオリンピックの芸術競技の絵画部門で金メダルを受賞した。

## 作品

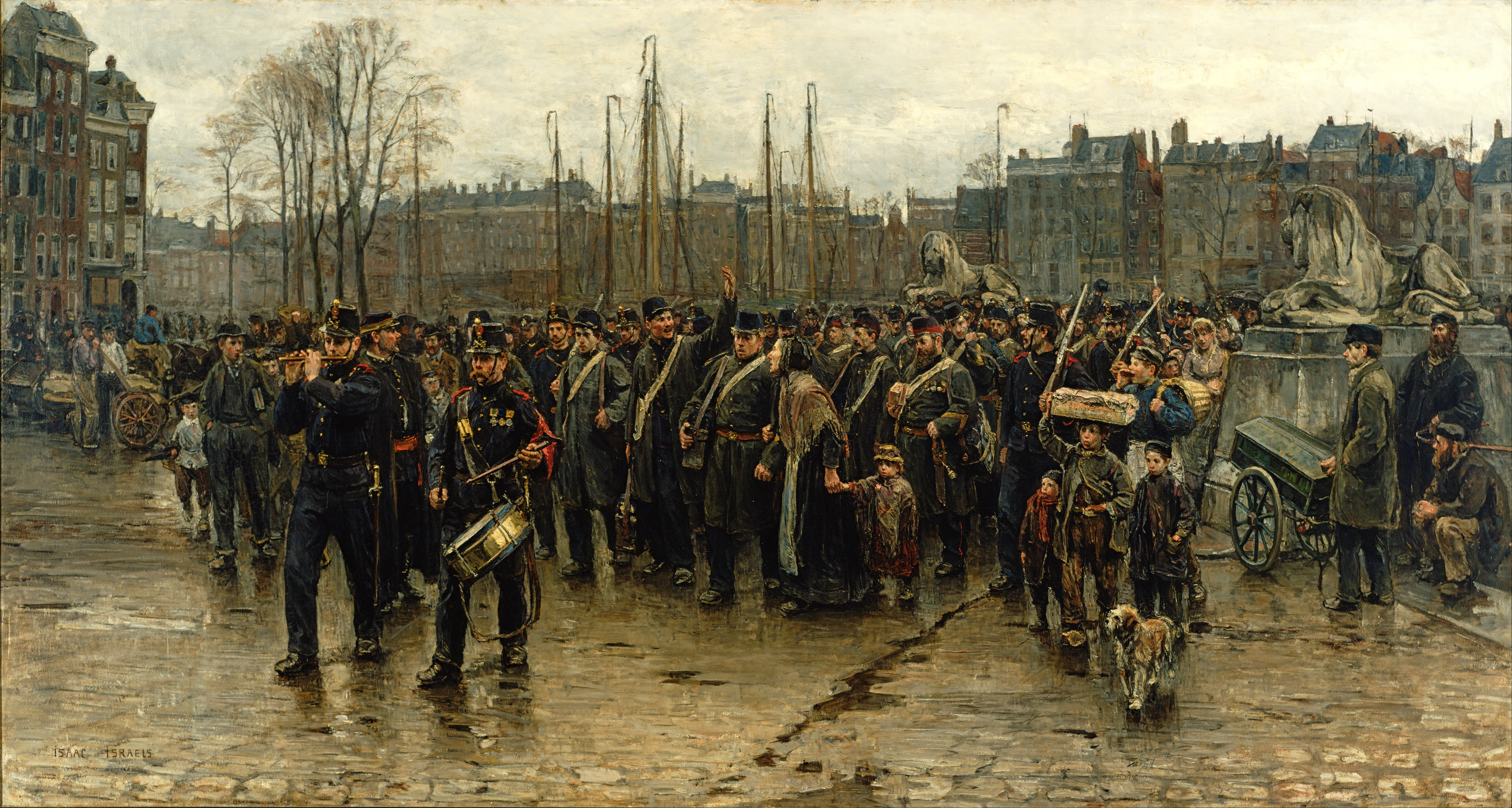
「植民地兵の移動」 (1883/1884)
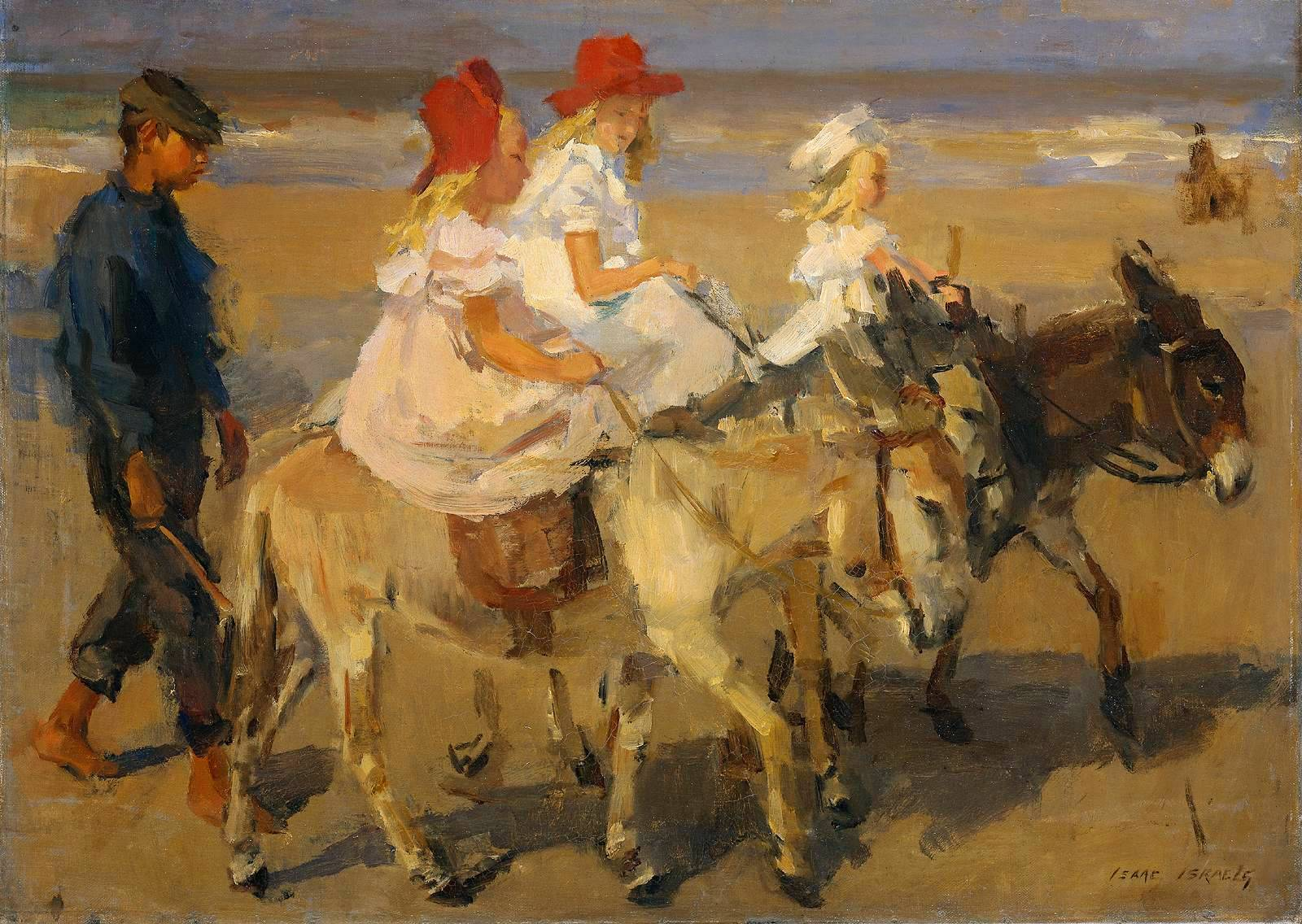
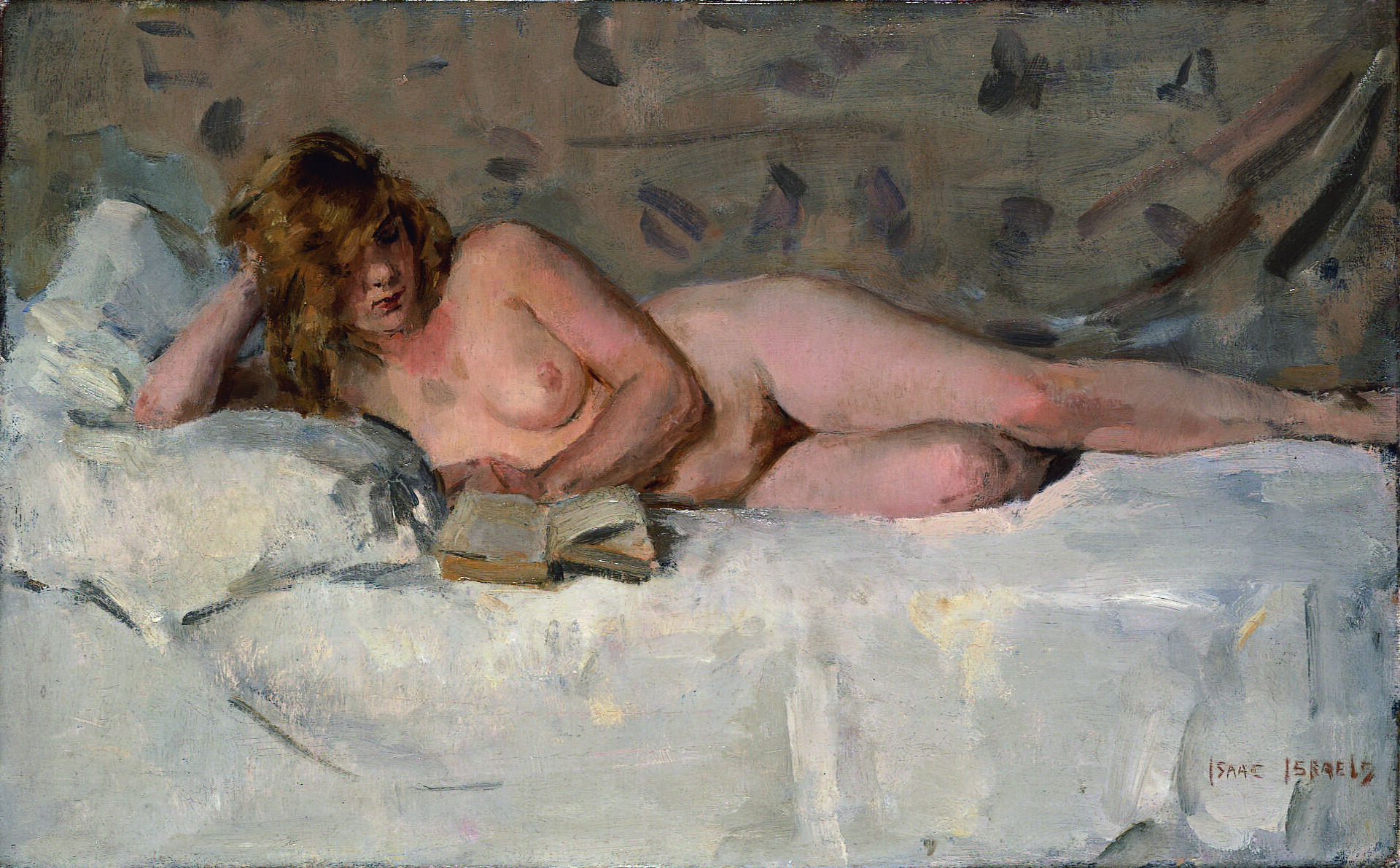
「横たわるヌード」

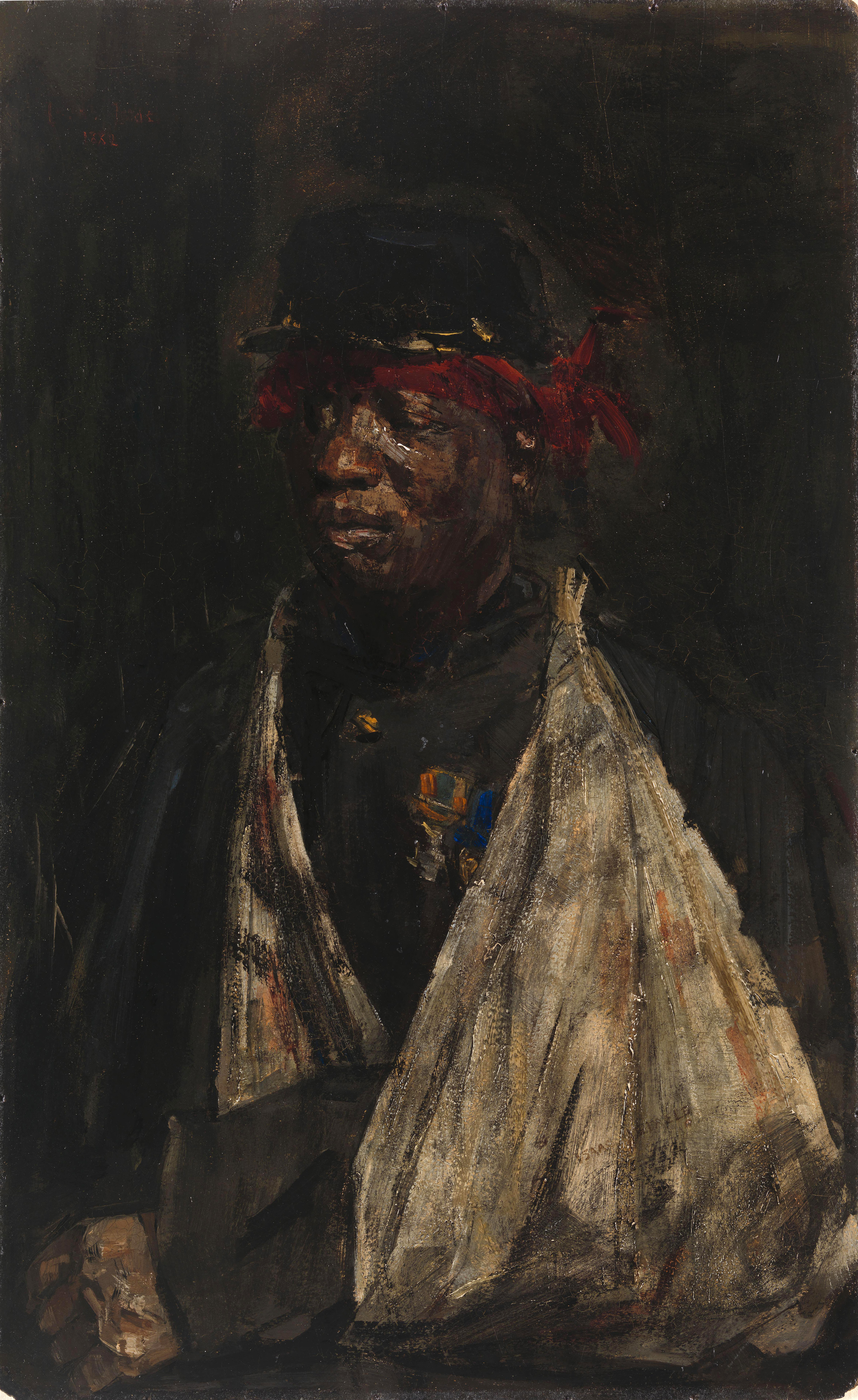
負傷した植民地兵
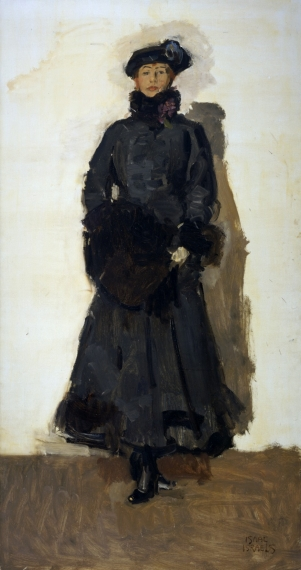
マタ・ハリ
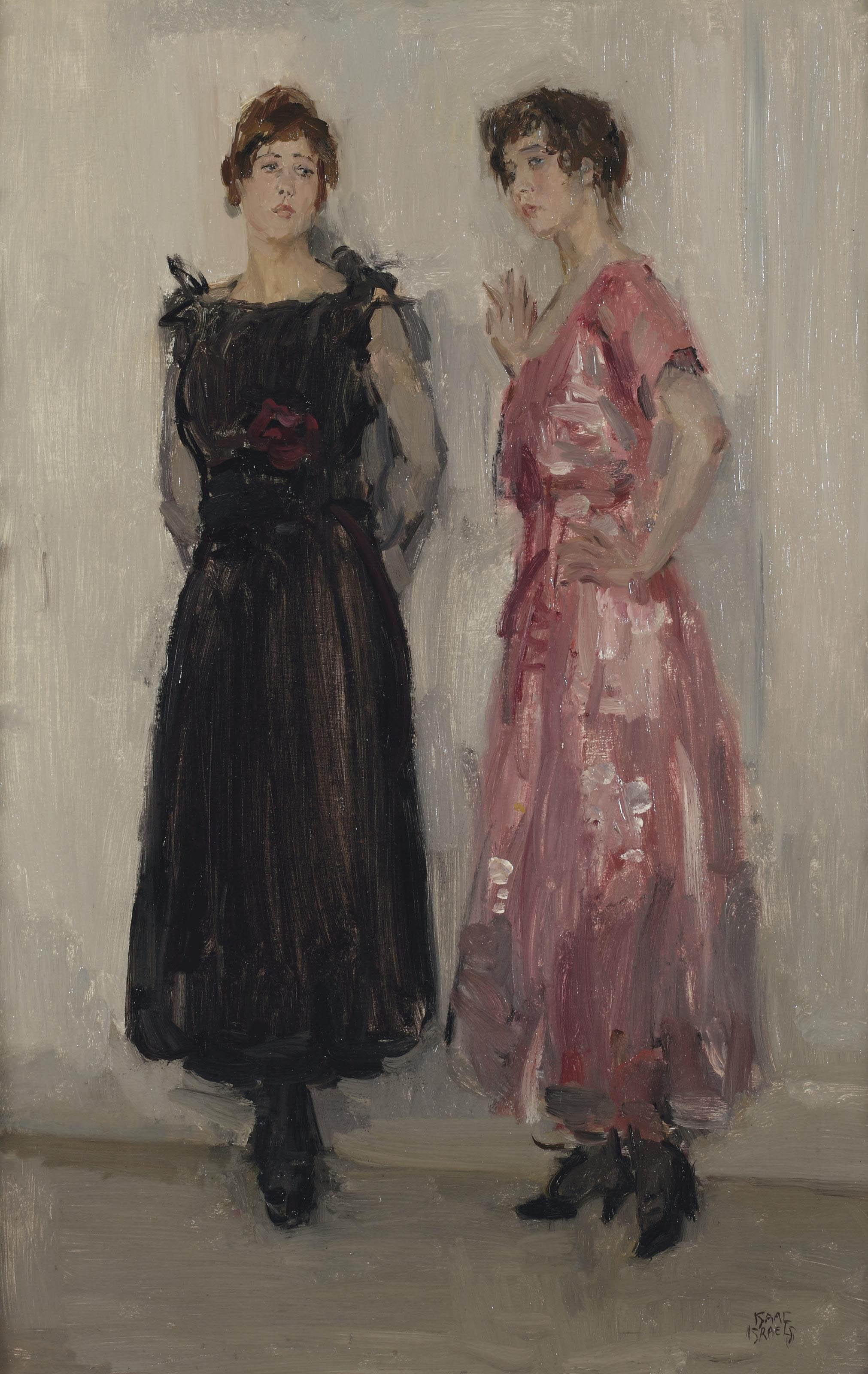
(c.1916)
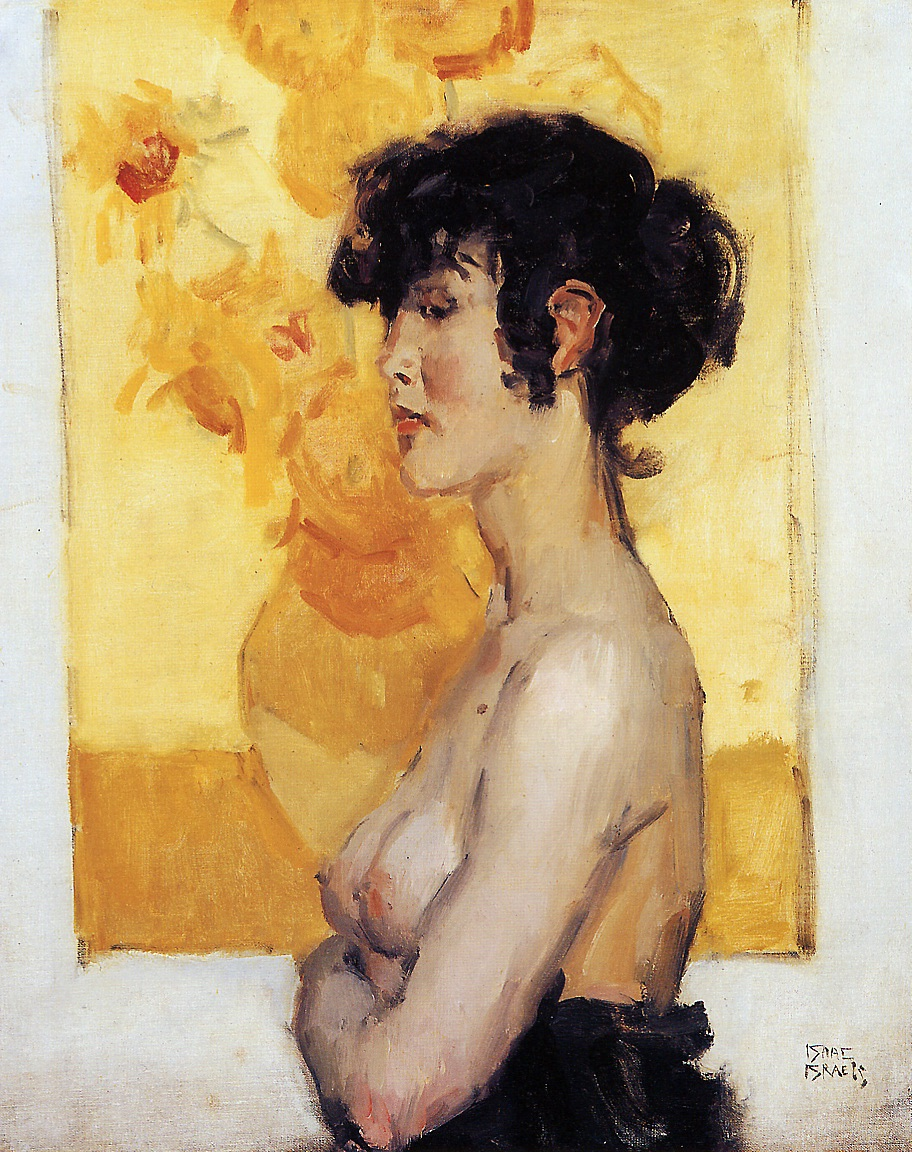
ヒマワリの前の女性